# Nicolás Furtado
Nicolás Furtado (La Teja, Montevideo; 6 de febrer de 1988) és un actor uruguaià que ha fet gran part de la seva carrera a l'Argentina.

## Biografia
Durant la seva adolescència, mentre Nicolás cursava el secundari al Liceo Nº61 "Villa Cosmópolis" a Villa del Cerro, Montevideo, tocava la bateria en una banda formada al costat dels seus companys de classe i participava en publicitats de televisió.
En finalitzar el batxillerat, va realitzar diversos tallers d'actuació, i finalment va diplomar de l'Escola de l'Actor de Montevideo del director Ricardo Beiro l'any 2008.

## Carrera
L'any 2008 participa en el llargmetratge Masangeles interpretant al personatge de Santiago Saravia. En 2011 participa en el capítol "Cuestión de poder" de la sèrie de televisió Maltratadas, on hi interpreta a Emiliano. Aquest mateix any participa a Porque te quiero asi interpretant el papet de Ciro Schiaretti, fill del personatge de Catherine Fulop, i a la sèrie Dance!, la fuerza del corazón de Canal 10 (Uruguai); durant el rodatge d'aquesta sèrie coneix a un dels productors de Dulce amor qui l'encoratja a migrar cap a l'Argentina per a participar en aquesta telenovel·la entre 2012 i 2013, on interpreta a Diego.
En 2012 forma part de l'elenc de la segona temporada de la telenovel·la italiana Terra ribelle, filmada a l'Argentina, interpretant el personatge d'Angiolino.
En 2013 forma part de l'obra de teatre Descuidistas fent el personatge de Lucca i participa en la pel·lícula de Manuel Facal, Relocos y repasados.
En 2014 fa el paper de Máximo a Somos familia.
El 2016 interpreta a "Diosito" a la sèrie El marginal, trasmesa per la TV Pública i per la cadena de suscripció Netflix. A més va fer el paper d'"El Bicho" a la telecomèdia Educando a Nina, produïda per Underground i emesa per Telefe. També va formar part de l'elenc principal de Fanny, la fan, dirigida per Sebastián Ortega i també produïda per Underground.
El 2021 interpreta a Daniel Pasarella a la sèrie biogràfica Maradona, sueño bendito.

## Cinema
| Any  | Títol                    | Paper                           |
| ---- | ------------------------ | ------------------------------- |
| 2008 | Masangeles               | Santiago Saravia                |
| 2013 | Relocos y repasados      | Cooper                          |
| 2018 | Perdida                  | Martín Seretti                  |
| 2019 | Jesús de Nazareth        | El Loco (participació especial) |
| 2019 | Porno para principiantes | Aníbal                          |
| 2019 | Amor de película         | Martín Rivas                    |

## Televisió
| Any            | Títol                         | Personatge                              |
| -------------- | ----------------------------- | --------------------------------------- |
| 2011           | Porque te quiero así          | Ciro Schiaretti                         |
| 2011           | Dance!, la fuerza del corazón |                                         |
| 2011           | Maltratadas                   | Emiliano (Episodi: "Cuestión de poder") |
| 2012           | Terra ribelle                 | Angiolino                               |
| 2012 - 2013    | Dulce amor                    | Diego Vázquez                           |
| 2014           | Somos familia                 | Máximo Morales Carlucci                 |
| 2016           | Educando a Nina               | Lucilo «El Bicho» Ludueña               |
| 2016 - 2022    | El marginal                   | Juan Pablo «Diosito» Borges             |
| 2017           | Fanny la fan                  | Pedro Godoy                             |
| 2021           | Entre hombres                 | Julio «Mosca»                           |
| 2021           | Maradona, sueño bendito       | Daniel Passarella                       |
| 2021 - present | Impuros                       | Navarro                                 |

## Teatre
| Any  | Obra                | Personatge |
| ---- | ------------------- | ---------- |
| 2013 | Descuidistas        | Luca       |
| 2015 | El club del chamuyo | Nicolás    |

## Premis i nominacions
| Premis Platino | Premis Platino                                          | Premis Platino  | Premis Platino | Premis Platino |
| Any            | Categoria                                               | Treball nominat | Resultat       | Ref.           |
| -------------- | ------------------------------------------------------- | --------------- | -------------- | -------------- |
| 2019           | Millor interpretació masculina en minisèrie o telesèrie | El marginal     | Nominat        | [ 10 ]         |

| Premis Tato | Premis Tato                 | Premis Tato     | Premis Tato | Premis Tato |
| Any         | Categoria                   | Treball Nominat | Resultat    | Ref.        |
| ----------- | --------------------------- | --------------- | ----------- | ----------- |
| 2016        | Millor Actor de Repartiment | El marginal     | Guanyador   | [ 11 ]      |

| Produ Awards | Produ Awards           | Produ Awards    | Produ Awards | Produ Awards |
| Any          | Categoria              | Treball Nominat | Resultat     | Ref.         |
| ------------ | ---------------------- | --------------- | ------------ | ------------ |
| 2019         | Millor Actor Principal | El marginal     | Guanyador    | [ 12 ]       |